# Лемболово (бывшая деревня)
Ле́мболово (фин. Lempaala) — бывшая деревня, располагавшаяся на территории современного Куйвозовского сельского поселения Всеволожского района Ленинградской области.

## Название
Название деревни предположительно происходит от прибалто-финского слова lempo — «чёрт», который якобы жил в водах Лемболовского озера. Ср. название общины Лемпяаля (фин. Lempäälä, швед. Lembois) на юго-западе Финляндии.

## История
Найденная в 2016 году в Великом Новгороде на четвёртом Нутном раскопе берестяная грамота № 1081 второй четверти XIV века упоминает сумму в одну белу у некого Дмитра в «Лембови». По мнению члена-корреспондента РАН, доктора филологических наук А. А. Гиппиуса, населённый пункт Лембово — это бывшая деревня Лемболово.
Точная дата основания населённого пункта неизвестна, но в Писцовой книге Водской пятины 1500 года в Ивановском Куйвошском погосте указаны: деревня Рандакула в Мяхких над Лембагальским озером, деревня Рандакула ж над Лембагальским озером, деревня Телкота над Лембагальским озером, деревня Салма над Лембагальским озером, деревня Фомкина над Лембагальским озером, Волость на Лембагале, деревня на Лембагале Большой Двор, деревня Подгорье над Лембагальским озером, деревня на Подоле и Лембагале Микулкино, деревня на горе на Лембагале, деревня Сурикино на Лембагале, деревня Ключниковское на Лембагале, деревня Подгорье на Лембагале, деревня Каргазино на Лембагале, деревня Борисово на Лембагале, деревня Трофимово на Лембагале, деревня Сарино на Лембагале, деревня Кутино Власово на Лембагале, деревня на Нове на Лембагале, деревня на Лембагале Сергеево, деревня на Нове на другой Лембагале.
Первое картографическое упоминание Лемболова (швед. Lembala) имело место в 1580 году на «Карте Карелии, составленной после взятия Кексгольма».
На карте 1827 года, составленной по шведским архивным материалам второй половины XVII века обозначены Lembala и Lembola — деревня Лемболово и одноимённая кирха соответственно. На карте Ингерманландии Адриана Шхонебека 1727 года — д. Лембола и к. Лембюля соответственно. Современное название появляется не позднее Екатерининского Генерального межевания (1786).
На «карте окружности Санкт-Петербурга» 1810 года упоминаются четыре смежных населённых пункта с названиями Лемболова и Лембала — церковная деревня, помещичья мыза, деревня и выселок из деревни.

КЮЛЕЯТКА (ЛЕМБОЛОВО) — мыза принадлежит действительному статскому советнику Лобри, состоит из деревень:

а) Кюлеятка — жителей 42 м. п., 41 ж. п.

б) Накколова — жителей 56 м. п., 57 ж. п. при оной:

в) Почтовая станция 

г) Лемболово — жителей 157 м. п., 159 ж. п. (1838 год)

На этнографической карте Санкт-Петербургской губернии П. И. Кёппена 1849 года она обозначена как деревня «Lembala», расположенная в ареале расселения эвремейсов. В пояснительном тексте к этнографической карте деревня названа Lembala (Lempala, Лемболово) и указано количество её жителей на 1848 год: эвремейсов — 169 м. п., 210 ж. п., а также ижоры 47 м. п., 49 ж. п. и финнов — 9 м. п., 10 ж. п., всего 494 человека.

ЛЕМБОЛОВО — деревня наследников действительного статского советника Лобри, по почтовому Кексгольмскому тракту, 39 дворов, 166 душ м. п. (1856 год)

В 1860 году большая деревня Лемболова насчитывала 71 двор. В ней располагались: казармы таможенной стражи, «тригонометрический пункт», приёмный медицинский покой и постоялый двор. Кроме того, в ней выделялись деревня Лемболова помещика Господина Яковлева и деревня Лемболова (Накколова).

ЛЕМБОЛОВО (ПАККОЛОВО) — деревня владельческая при колодцах, по Кексгольмскому почтовому тракту, 28 дворов, 108 м. п., 102 ж. п.

ЛЕМБОЛОВО — мыза владельческая при озере Ройка и колодце, по правую сторону Керровского просёлочного тракта, 1 двор, 5 м. п., 4 ж. п. (1862 год)

В 1865 году временнообязанные крестьяне деревень Лемболово, Кюлиятка и Накколово выкупили свои земельные наделы у Н. Н. Яковлевой и баронессы Н. Н. Корф и стали собственниками земли.
В 1872 году в деревне открылась двухклассная земская школа. В ней было три учителя и 134 ученика. А также, сенатским указом было учреждено Лемболовское ссудо-сберегательное Товарищество.
В 1878 году в деревне открылась воскресная школа, содержавшаяся на средства прихожан. Обучение в ней чтению, письму и лютеранскому катехизису вёл пастор О. Рокканен:73.
В 1879 году в деревне открылась церковно-приходская школа. Учителем в ней работал выпускник Колпанской семинарии Р. Ряйккёнен.

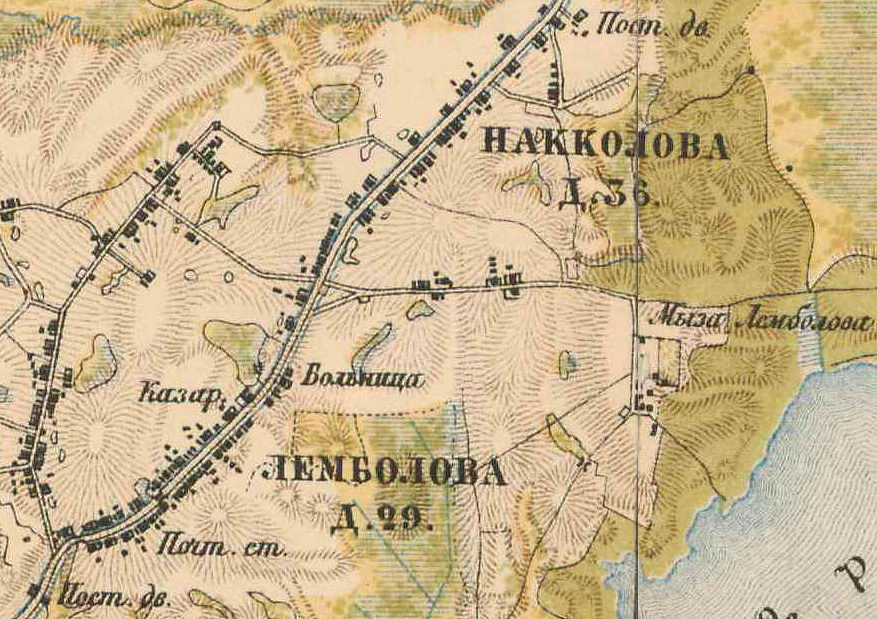
План деревни Лемболово. 1885 год

В 1885 году деревня насчитывала 29 дворов.
В 1891 году в ней открылась школа для глухонемых детей. Руководил школой учитель Юхо Хипели.
Согласно материалам по статистике народного хозяйства Санкт-Петербургского уезда 1891 года:
- мыза Лемболово площадью 500 десятин принадлежала коллежскому советнику Е. И. Яковлеву, мыза была приобретена в 1874 году за 5500 рублей. При ней имелась кузница, сдаваемая в аренду, так же сдавались в аренду «рыбные ловли».
- мыза Лемболово площадью 949 десятин принадлежала крестьянам Ярославской губернии В. и А. Григорьевым, приобретена в 1880 году за 19 000 рублей. При ней имелся кирпичный и смолокуренный заводы, а также завод по производству древесного угля на 3 печи.
- пустошь Лемболово площадью 205 десятин принадлежала наследникам губернского секретаря П. И. Яковлева, приобретена до 1868 года.
- имением Кюляятко площадью 840 десятин владела жена контр-адмирала Брылкина Н. И., имение было приобретено в 1877 году за 8900 рублей. В имении работал завод по производству древесного угля, 3 десятины земли с постройками сдавались в аренду под почтовую станцию и ещё 3 десятины — под трактир[24].

В 1894 году в деревне открылась первая библиотека.

ЛЕМБОЛОВО — деревня на земле Лемболовского сельского общества по Кексгольмскому шоссе и Мустоловской просёлочной дороге пруд Вейколайзлампи 98 дворов, 314 м. п., 318 ж. п., всего 632 чел. 2 народные школы, земская больница, волостное правление, почтовая станция, постоялый двор с продажей крепких напитков, 2 мелочные лавки, кузница.

ЛЕМБОЛОВО — мыза помещика на земле коллежского советника Евгения Ивановича Яковлева при Керровской дороге, при о. Ройке 1 двор, 10 м. п., 10 ж. п., всего 20 чел. кирпичный завод. (1896 год)

Согласно данным первой переписи населения Российской империи:

ЛЕМБОЛОВО (Придорожная Слобода и Задняя Деревня) — деревня, православных — 66, протестантов — 490, мужчин — 253, женщин — 303, обоего пола — 556. (1897 год)

В конце XIX — начале XX века деревня административно относилась к Лемболовской волости 4-го стана Санкт-Петербургского уезда Санкт-Петербургской губернии. Население деревни было однородным — финским.
В 1901 году сессия Санкт-Петербургского уездного земского собрания приняла решение о постройке в селе нового здания земской школы. Расходы по строительству взяли на себя попечители школы: «А. И. и Е. И. Яковлевы, Горев и баронесса Корф». Расходы по устройству церкви при школе взял на себя член Санкт-Петербургской уездной земской управы Степан Семенович Богомолов. Здание школы было возведено 13 марта 1903 года, а домовая однопрестольная церковь во имя святого Николая Чудотворца при ней была освящена 18 декабря 1903 года. Церковь была возведена по проекту петербургского гражданского инженера-архитектора Николая Васильевича Никитина (1871—1942).

ЛЕМБОЛОВО 1-е (ПАККОЛОВО) — село Лемболовского сельского общества Лемболовской волости, число домохозяев — 39, наличных душ: 112 м. п., 114 ж. п., всего 226; Количество надельной земли: всего — 296, пахотной — 87, под лесом — нет (в десятинах).

ЛЕМБОЛОВО 2-е — деревня Лемболовского сельского общества Лемболовской волости, число домохозяев — 40, наличных душ: 128 м. п., 152 ж. п., всего 280; Количество надельной земли: всего — 377, пахотной — 104, под лесом — нет (в десятинах). (1905 год)

В 1905 году в Лемболове работал лесопильный завод Сергея Павловича Гернета, а землевладельцами были: в Кюлиатке — вдова генерала-лейтенанта Наталья Ивановна Брылкина (1340 дес.); в Лемболовской пустоши — крестьяне Ярославской губернии Алексей (471 дес.) и Василий (472 дес.) Григорьевичи Григорьевы; в Лемболове — статский советник Евгений Иванович Яковлев (153 дес.) и наследники дворянина Павла Ивановича Яковлева (216 дес.).
В 1908 году в деревне проживали 588 человек из них 82 — дети школьного возраста (от 8 до 11 лет). Всего в Лемболовской волости, состоящей из 22 населённых пунктов, проживали 3269 человек, из них 394, это дети школьного возраста.
Лемболовская волость в составе 1-го Северного района Петроградской губернии была образована в 1918 году. Упразднена в конце 1922 года, а её территория вошла в состав Куйвозовской волости.
По данным губернской переписи 1920 года национальный состав населения Лемболовской волости выглядел следующим образом:
- финны — 2284 (81,74 %)
- русские — 504 (18,03 %)
- эстонцы — 6 (0,21 %)

Согласно переписи населения СССР 1926 года:

«ЛЕМБОЛОВО» — совхоз в Лемболовском сельсовете, 15 хозяйств, 32 души.

Из них: русских — 11 хозяйств, 27 душ (13 м. п. и 14 ж. п.); ингерманландцев — 3 хозяйства, 4 души (3 м. п. и 1 ж. п.); эстов — 1 хозяйство, 1 душа ж. п.

ЛЕМБОЛОВО I-ое — деревня в Лемболовском сельсовете, 74 хозяйства, 317 душ.

Из них: русских — 8 хозяйств, 20 душ (10 м. п. и 10 ж. п.); ингерманландцев — 64 хозяйства, 295 душ (129 м. п. и 166 ж. п.); суоми — 1 хозяйство, 1 душа м. п.; поляков — 1 хозяйство, 1 душа ж. п..

ЛЕМБОЛОВО II-ое — деревня в Лемболовском сельсовете, 69 хозяйств, 402 души.

Из них: все ингерманландцы.

НАККОЛОВО — деревня в Лемболовском сельсовете, 62 хозяйства, 296 душ.

Из них: русских — 11 хозяйств, 46 душ (22 м. п. и 24 ж. п.); ингерманландцев — 47 хозяйств, 234 души (110 м. п. и 124 ж. п.); суоми — 2 хозяйства, 10 душ (4 м. п. и 6 ж. п.); латышей — 1 хозяйство, 5 душ (3 м. п. и 2 ж. п.); татар — 1 хозяйство, 1 душа м. п. (1926 год)

В состав Лемболовского сельсовета, по данным переписи населения 1926 года, входили деревни Керро, Кюлеятка, Лемболово I-е, Лемболово II-е, Муратово, Никколово, Сифолово и совхоз «Лемболово». Сельсовет находился в составе Куйвозовской волости Ленинградского уезда. В том же 1926 году был организован Лемболовский финский национальный сельсовет, население которого составляли: финны — 1329, русские — 162, другие нац. меньшинства — 7 человек.
По административным данным 1933 года в Лемболовский сельсовет Куйвозовского финского национального района входили деревни Керро, Кюляятко, Лемболово I, Лемболово II, Накалово, Муратово и Сифолово, общей численностью населения 1417 человек.
По административным данным 1936 года деревня Лемболово являлась административным центром Лемболовского сельсовета Токсовского района. В сельсовет входили 7 населённых пунктов, 358 хозяйств и 7 колхозов. Лемболово оставалось довольно крупным поселением, населённым в основном ингерманландскими финнами, пока в 1936 году не попало под депортацию во имя «безопасности» приграничного района. Выселение проводилось как административное переселение и касалось всех жителей Лемболова — как лютеран, так и православных. В течение мая-июля 1936 года жители деревни были выселены в восточные районы Ленинградской области. Выселение осуществлялось в Бабаевский, Боровичский, Вытегорский, Кадуйский, Ковжинский, Мошенской, Мяксинский, Пестовский, Петриневский, Пришекснинский, Устюженский, Хвойнинский, Чагодощенский, Череповецкий и Шольский районы. В настоящее время они входят в состав Вологодской и Новгородской областей.
Национальный сельсовет был ликвидирован весной 1939 года. По переписи населения 1939 года в составе Парголовского района такого населённого пункта уже не существовало, хотя на картах того времени он ещё обозначался с точностью до дома и насчитывал в 1940 году 140 дворов.

Деревня Лемболово на карте 1940 года

Согласно топографической карте РККА 1940 года деревня называлась Лембалово, в деревне была своя больница и почтовое отделение.
Впоследствии, во время Великой Отечественной войны, Лемболово было полностью разрушено в ходе боёв между советскими и финскими войсками. После войны название «Лемболово» было перенесено к северу от прежнего расположения населённого пункта и сейчас встречается на карте к западу и к северу от Лемболовского озера. Так, деревня Лемболово сейчас расположена к юго-западу от озера Силанде между посёлками Лесное и Стеклянный, а железнодорожная станция Лемболово отстоит от первоначального места поселения более чем на десять километров.

## Лемболовский лютеранский приход
Основан в 1611 году. Лемболовская евангелическо-лютеранская община стала первой в Ингерманландии.
В 1617 году к северу от деревни, на берегу Лемболовского озера была построена первая небольшая деревянная церковь, а в 1728 году возведён второй храм, который в скором времени был снесён.
В 1764 году было закончено строительство новой церкви, посвящённой во имя святому Генриху, а рядом с ней в 1807 году была сооружена колокольня.
В приходе работали воскресные школы, первая была основана в 1882 году по просьбе жителей деревни Риистамяки, пастором Отто Рокканеном, поселившимся там в 1878 году.
Последний пасторат построен в 1885 году. Площадь усадьбы настоятеля составляла 318 десятин.
В 1891 году церковь, рассчитанную на 1000 мест, капитально отремонтировали на средства, выделенные кассой взаимопомощи, при ней существовала богадельня для неимущих, рассчитанная на 13 человек.
Приход Лемпаала (фин. Lempaala) включал в себя 86 деревень, в которых проживало, в основном, финское население. Изменение численности населения прихода с 1842 по 1917 год:102:
Кирха была закрыта 13 июня 1935 года. В 1936—1937 годах её разобрали.
Крест, венчавший кирху, был найден в кустах в середине 1990-х годов, а в 1996 году был водружён на постамент и освящён как памятный знак на том месте, где когда-то находилась церковь.
16 июля 2011 года у памятного креста проходили основные мероприятия, посвящённые 400-летию Церкви Ингрии в России.

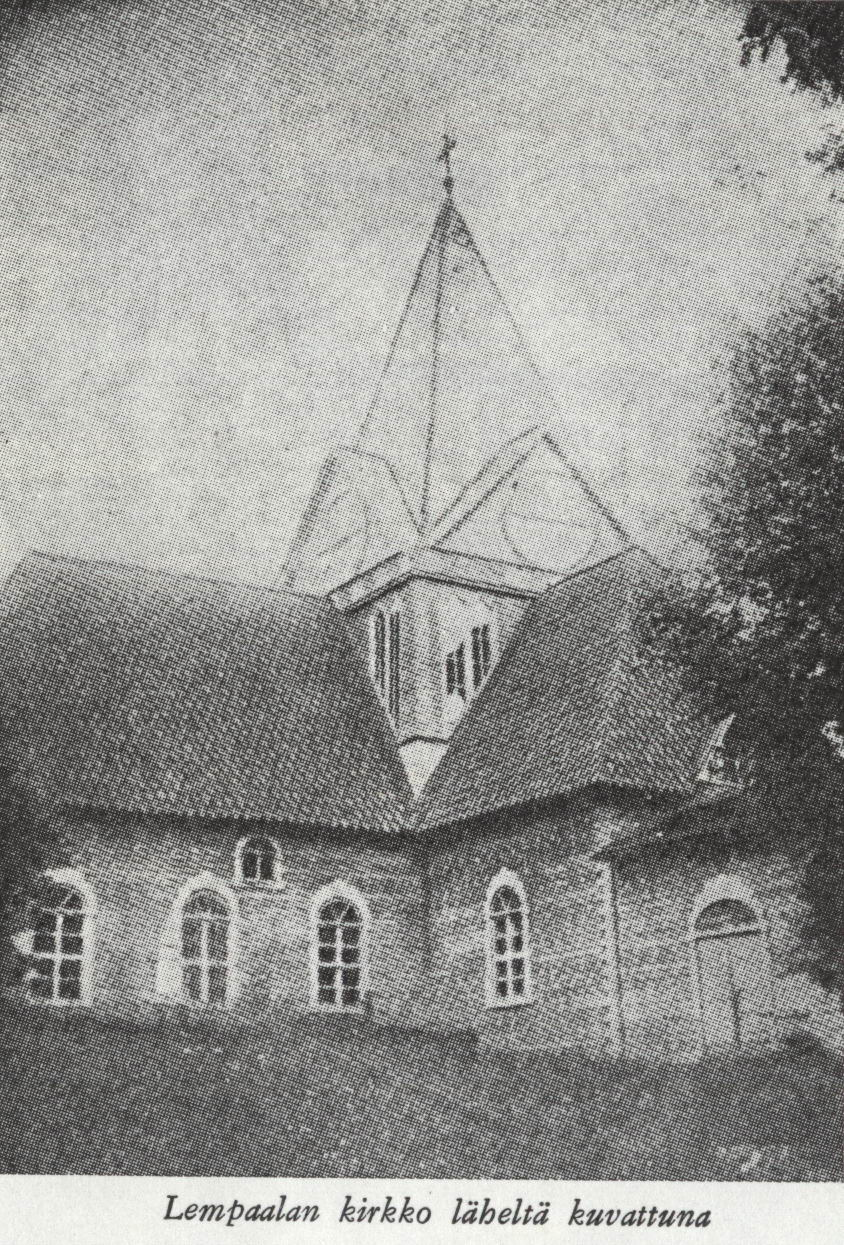
Лемболовская лютеранская церковь. 1911 год
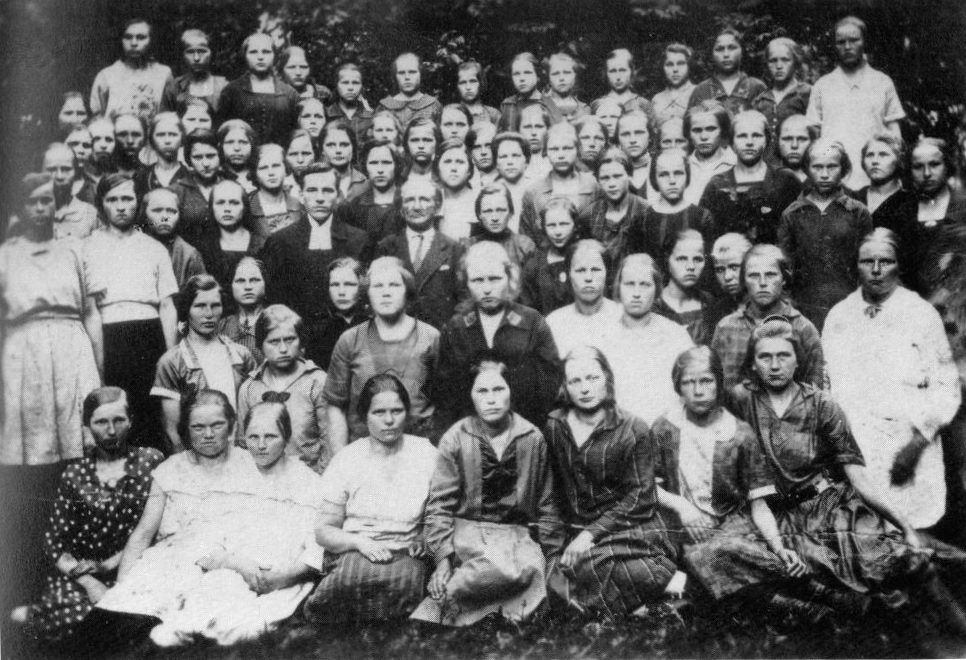
Пастор А. Куортти с выпускниками приходской школы. Деревня Лемболово. 1927 год
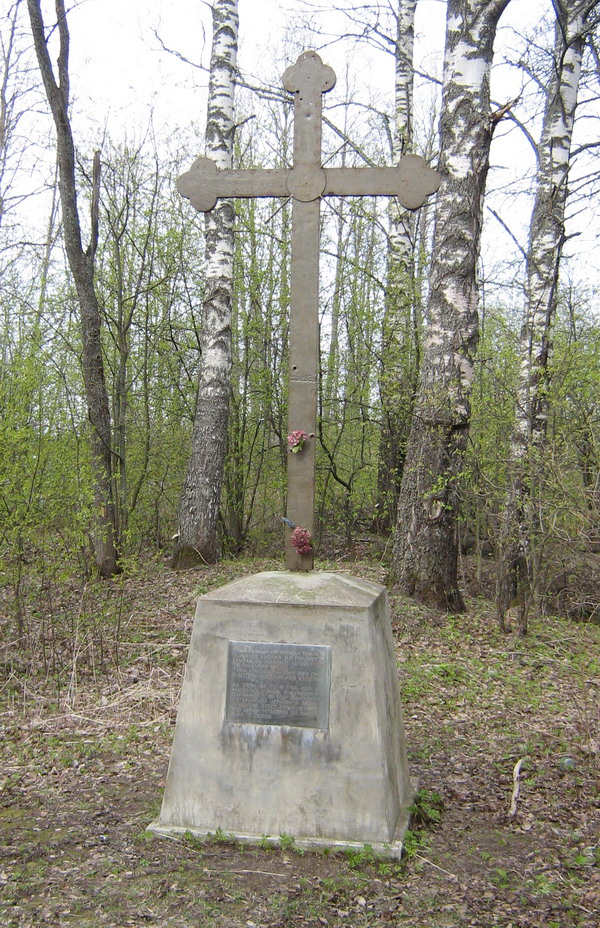
Памятный крест на месте Лемболовской кирхи

## Достопримечательности
Сейчас на месте разрушенной во время войны лютеранской церкви расположена могила героев революции, крест в память о кирхе, а также памятник погибшим в годы войны.
По склонам холма, на котором стоят памятники, до сих пор можно увидеть остатки окопов и других укреплений.
В окрестностях старого Лемболова можно встретить остатки сооружений Карельского укреплённого района. Это огромные, наполовину разрушенные железобетонные сооружения.
В память о боях на месте старого Лемболова сооружён мемориал Лемболовская твердыня (авторы проекта — Ю. Цариковский, Б. Свинин, Н. Седов). Здесь, на Лемболовских высотах, шли бои в 1918—1920 годах, в 1941 здесь было остановлено продвижение финских войск к Ленинграду, а в 1944 году именно отсюда началось освобождение Карельского перешейка. Ныне ближайший к мемориалу населённый пункт — Керро.

## Известные уроженцы
- Ларин Параске (1833—1904) — знаменитая ижорская рунопевица, родилась в ныне не существующей, относящейся к приходу Лемболово деревне Мякиенкюля.
- Пааво Ряйккёнен (фин. Räikkönen Paavali Johan Vilhelm) (1857—1935) — учитель лемболовской церковной школы, кантор и органист Токсовского прихода Церкви Ингрии, совместно с Моозесом Путро — автор национального гимна ингерманландских финнов «Nouse Inkeri», редактор газеты «Инкери»[52][53].
- Суло Ряйккёнен[фин.] (1896—1955) — певец, солист Финской национальной оперы, киноактёр[54][55].
- Пааво Ристола (1910—1993) — известный финский художник[56]
- Юхо Паукку (1908—1976) — советский, ингерманландский поэт, автор поэтических сборников «Työn ääressä» (1962), «Lippumme» (1964) и «Minun maani» (1980)[57].